# Ił-40
Ił-40 (ros. Ил-40) – radziecki odrzutowy samolot szturmowy z okresu po II wojnie światowej.

## Historia
Wobec pojawienia się w produkcji silników odrzutowych biuro konstrukcyjne Iljuszyna w 1953 roku opracowało samolot szturmowy o napędzie odrzutowym, który otrzymał oznaczenie Ił-40. 
Pod wybudowaniu prototypu w dniu 7 marca 1953 roku dokonano jego oblotu. W czasie prób wykazywał on dobre właściwości w locie i dobre osiągi. Po serii prób w 1955 roku zbudowany został drugi prototyp samolotu, w którym zmieniono usytuowanie chwytów doprowadzających powietrze do silników. Po serii prób nowego prototypu także pierwszy prototyp przebudowano tak, że chwyty powietrza znajdowały się w części nosowej kadłuba. 
Po serii badań i prób, pomimo dobrych wyników, ostatecznie zrezygnowano z seryjnej produkcji samolotu Ił-40 w związku z wprowadzeniem do użytku samolotu myśliwskiego MiG-17, który mógł również wykonywać zadania szturmowe.
Zbudowano tylko dwa prototypy samolotu Ił-40.

## Użycie
Samolot Ił-40 używany był tylko do prób i badań w locie. 

## Opis konstrukcji
Samolot szturmowy Ił-40 był zbudowany w układzie wolnonośnego dolnopłata, o konstrukcji metalowej. 
Kadłub w przedniej części mieścił dwa silniki turboodrzutowe, nad którymi znajdowała się kabina załogi. Członkowie załogi siedzieli jeden za drugim, plecami do siebie. 
Napęd stanowiły dwa silniki turboodrzutowe umieszczone w przedniej części kadłuba, a chwyty powietrza w pierwszym prototypie znajdowały się po bokach kadłuba, natomiast w drugim prototypie miały kształt dwóch kolistych stożków umieszczonych obok siebie w przodzie zwężającego się stożka nosowego kadłuba. 
Podwozie trójpodporowe, amortyzowane z przednim kółkiem.

## Życiorys
- Zbigniew Krala Samoloty Ił wyd. WKŁ Warszawa 1991 ISBN 83-206-0830-9